# Меллит (епископ)
Меллит (лат. Mellitus; умер 24 апреля 624 года, Кентербери) — первый епископ Лондона и третий архиепископ Кентерберийский, участник «Григорианской миссии» 595 года.
Меллит был отправлен папой римским Григорием I в помощь Августину, первому архиепископу Кентерберийскому в Англию в 601 году. В 604 году Меллит был рукоположён Августином в сан епископа и в том же году он основал собор Святого Павла в Лондоне. Вскоре после этого сыновья эссекского короля Саберта, Сексред и Севард, изгнали его из Лондона и он бежал в Галлию, откуда вскоре был вызван назад архиепископом Лаврентием.
Считают, что Меллит был благородного происхождения, хотя история его ранней жизни остаётся неизвестной. Папа Григорий I писал о нём, как об аббате монастыря Святого Андрея в Риме, основанном самим Григорием. К братству монастыря принадлежал и сам Григорий, до избрания папой, и Августин Кентерберийский, перед поездкой в Кент с миссией.
После смерти Лаврентия в 619 году Меллит наследует сан и становится третьим Архиепископом Кентерберийским.

## Биография

### Жизнь до поездки в Британию
Средневековый летописец Беда описывает Меллита как человека благородного происхождения. Впервые Меллит упоминается в письмах папы Григория, и никаких других сведений о его ранней жизни не имеется. В письмах папа называет его аббат, хотя неясно, являлся ли Меллит аббатом в Риме или получил сан от папы перед путешествием как глава миссии. В регистре же посланных папой писем Меллит записан как «франкский аббат». Похоже, он был родом из Рима, так же как и миссионеры, прибывшие в Кент с Августином.

### Путешествие в Англию
В июне 601 года папа Григорий послал Меллита в Кентербери к Августину в ответ на его просьбу о помощи. Августин, первый архиепископ Кентерберийский, нуждался в новых миссионерах для развития и распространения христианства среди англосаксов.
Миссионеры, в их числе и Меллит, привезли в Кент подарки от папы, книги, а также, как пишет испорик Беда, всё, что нужно церкви для работы. Другой историк, Томас Элмгамский, тоже упоминает, что миссионеры привезли с собой множество книг. Исследования показали, что одной из этих книг может быть Евангелие святого Августина, которое находится в данный момент в Кембридже. Другими сохранившимися книгами являются копия устава святого Бенедикта (лат. Regula Benedicti) и евангелистарий на итальянском, тематически связанный с евангелистарием святого Бенедикта. Исследования подтверждают, что последняя из этих книг находилась на хранении в англосаксонской церкви. Обе книги в данный момент находятся в Бодлианской библиотеке в Оксфорде. Миссионеры привезли также фрагмент работы папы Григория, в данный момент хранящийся в британской библиотеке как часть коллекции, собранной Робертом Коттоном.
Вместе с письмом Августину миссионеры привезли письмо Этельберту, с призывом последовать примеру Константина Великого и обратить свой народ в христианство. Кроме того, папа призывал Этельберта запретить использование языческих храмов.
Историк Ян Вуд пишет, что путь Меллита можно проследить по письмам папы Григория епископам Вьенны, Арля, Лиона, Тулона, Марселя, Меца, Парижа и Руана с просьбой поддержать Меллита в его миссии. Также Григорий написал франкским королям Хлотарю II, Теодориху II, Теодеберту II и королеве Брунгильде, бабке Теодориха и Теодеберта и их регентше. Вуд считает, что поддержка франкских епископов и правителей стала залогом успешной миссии Меллита. Во время поездки Меллит получал письма от папы с наставлениями об освещении языческих церквей и дальнейшем развитии церкви в Британии. Эти письма внесли кардинальные изменения в развитие миссии и были позже включены в описания Беды «Церковная история народа англов» как «поворотный момент». Историк Маркус считает, что «поворотным моментом» в развитии британской церкви являлось письмо папы Григория Этельберту с призывом крестить свой народ. И хотя традиционно считается, что письма к Этельберту и к Меллиту как бы противоречат друг другу, историк Георг Демацополос пишет, что письмо Этельберту должно было поощрить его веру, а письма Меллиту имели скорее практическое значение.

### Епископ Лондона

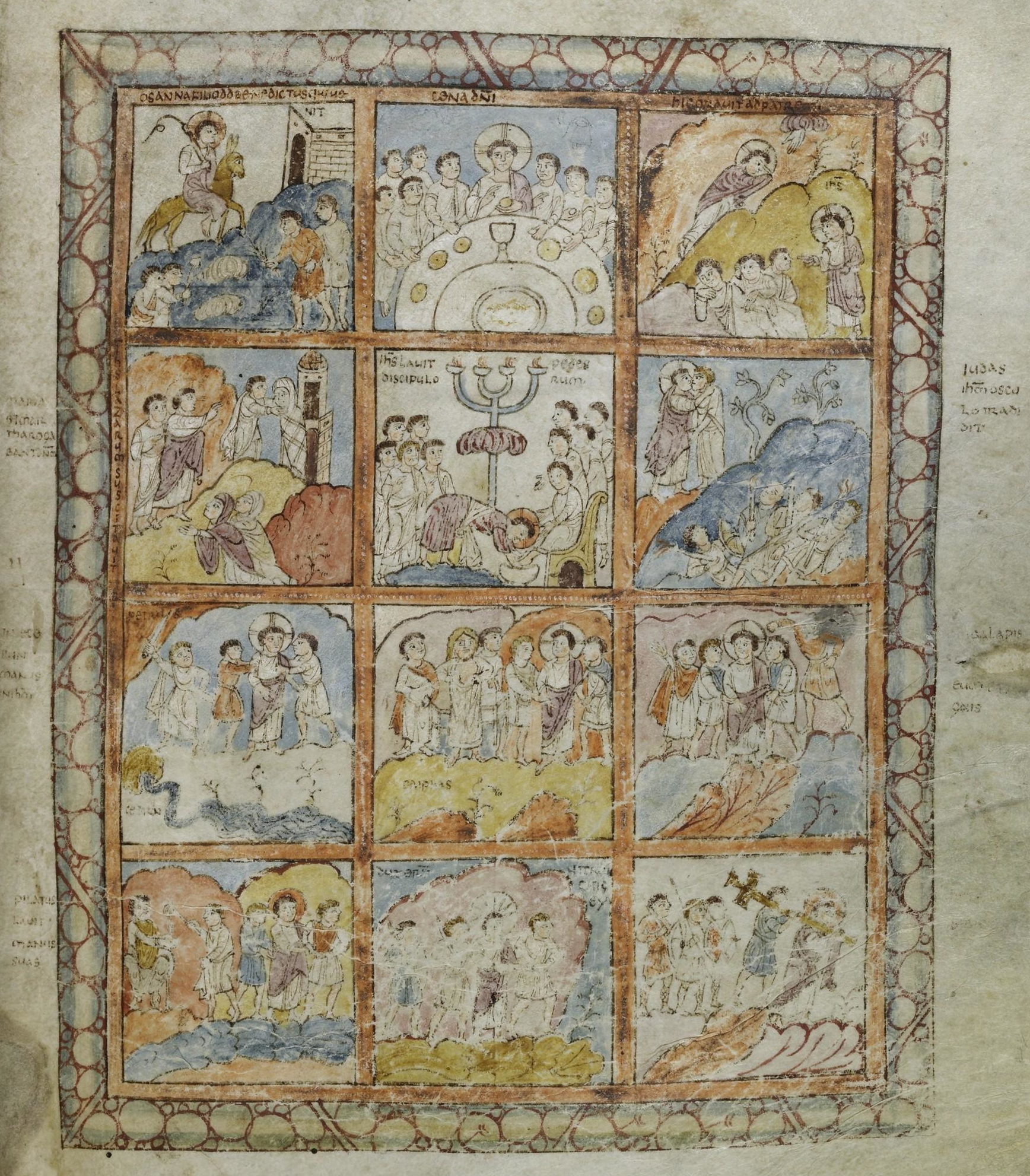
Часть евангелистария святого Августина, возможно, привёзенная в Кент миссионерами в 601 году.

Точная дата прибытия Меллита в Англию неизвестна, но в 604 году Августин назначил его епископом в столицу Эссекса Лондон. Выбор был вполне логичен, так как Лондон, основанный в эпоху правления римлян, был центром южной торговой сети. Перед своим посвящением Меллит окрестил Саберта, племянника Этельберта и правителя Лондона, который после позволил основать в своей столице новую епархию. Церковь, основанная в Лондоне, была построена Этельбертом, и Беда утверждает, что Этельберт выделил земли для поддержки новой епархии, хотя поздние источники это утверждение опровергают. И хотя по плану папы Григория именно Августин должен был перенести свою епархию в Лондон, вместо себя он назначил Меллита. После смерти Августина в 604 году, пост архиепископа принял Лаврентий, а Меллит остался епископом в Лондоне. Вполне возможно, что король Кента Этельберт не желал расставаться с архиепархией и хотел сохранить превосходство Кента.
Меллит получил подтверждение сана епископа в феврале 610 года в Италии от папы Бонифация IV, которому он отвёз письмо нового архиепископа Лаврентия. Историк Хигам считает, что рукоположение должно было подтвердить независимость английской церкви от франкской. Бонифаций дал Меллиту с собой два письма, одно для Этельберта и его народа, а другое для Лаврентия, в котором передавал архиепископу решение синода. Письма с решением синода не сохранились, а в 1060-х и 1070-х годах некоторые из них были подделаны. Также известно, что Меллит и Юст поддержали Лаврентия в его обращении к епископам британской церкви с просьбой изменить исчисление церковных праздников на принятое в Риме.
Этельберт и Саберт умерли около 616 и 618 года, что вызвало кризис миссионерства в Британии. Сыновья Саберта не были крещены и изгнали Меллита из Лондона. Беда утверждает, что причиной изгнания послужил отказ Меллита дать сыновьям Саберта попробовать «тела Господня», просвиру. Произошли ли эти события непосредственно друг за другом или прошло какое-то время, неизвестно. Беда описывает оба события в одной главе, но не указывает точных дат. Историк Хайэм считает, что братья изгнали Меллита, так как не нуждались больше в поддержке кентского королевства. Это вполне возможно, так как после смерти Этельберта бретвальдом стал Рэдвальд, король восточной Англии и нужда в покровительстве Кента отпала.
Меллит сбежал в Кентербери, но наследник Этельберта, Эдбальд оставался язычником, и Меллит вместе с Юстом покинули Англию и скрылись в Галлии. После крещения Эдбальда Августин призвал Меллита вернуться в Англию, но как долго Меллит пробыл в Галлии, неизвестно. После прибытия Меллит не стал возвращаться в Лондон, так как правители всё еще оставались язычниками и после его побега в восточной Англии не осталось христианских миссионеров. Следующая попытка обращения восточных англосаксов в христианство произошла лишь после 654 года.

### Архиепископ Кентерберийский

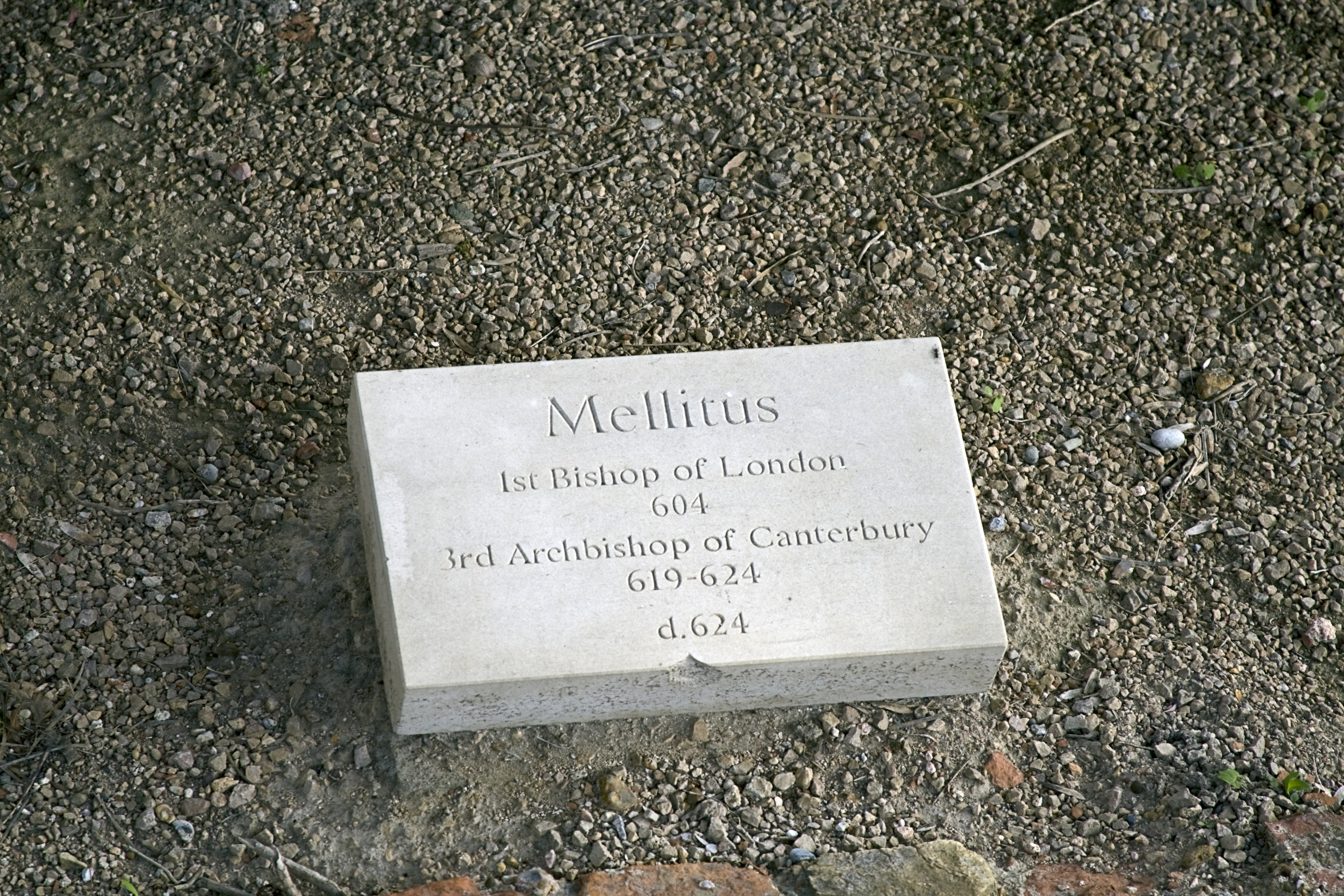
Могила святого Меллита в Кентербери, Кент, Англия

После смерти Лаврентия в 619 году Меллит стал третьим архиепископом Кентерберийским. Как пишут историки, во время своего архиепископства в 623 году Меллит совершил чудо: пожар охватил город и загорелась церковь в Кентербери. Меллит вбежал в огонь, ветер внезапно изменил направление и церковь удалось спасти. Кроме пожара, в эпоху правления Меллита ничего выдающегося не случилось, но Беда приписывает ему трезвый и расчётливый ум, и упоминает, что Меллит страдал подагрой.
Папа Бонифаций поощрял Меллита в его миссии, возможно, в связи с женитьбой Эдвина, короля Нортумбрии на дочери Этельберта Этельбур. Получил ли Меллит паллий от папы, символ архиепископства, остаётся неизвестным.
Меллит умер 24 апреля 624 года и был похоронен в Аббатстве святого Августина в Кентербери в тот же день. После смерти Меллит был причислен к лику святых, его день празднуется 24 апреля. С 1120 года он также почитается в день святого Августина.
Вскоре после норманского завоевания Англии Госцелин написал историю жизни святого Меллита, опираясь на описание Беды и не добавив никаких новых фактов. Сам страдая от подагры, Госцелин призывает страдающих этим недугом молиться святому Меллиту для облегчения боли. Госцелин также пишет, что останки Меллита хранятся вместе с останками Августина и Лаврентия в пресвитерии в Кентербери.

## Комментарии
1. ↑  Бректер утверждает, что Августин в действительности перенёс свою епархию в Лондон и именно Меллит стал его наследником на этом посту, но эта теория была опровергнута другими историками.[19].
2. ↑  Историк Джеймс Кампбелл считает, что братья хотели попробовать просвиру, считая причащение магическим ритуалом, либо же просто из любопытства, так как белый хлеб был в то время редок[25].